# 오나라 (배우)
오나라(吳나라, 1974년 10월 26일 ~ )는 대한민국의 배우이다.

## 학력
- 신안국민학교 (졸업)
- 대안여자중학교 (졸업)
- 계원예술고등학교 (무용과 / 졸업)
- 경희대학교 (무용학 / 학사)
- 단국대학교 (뮤지컬학 / 석사)

## 경력
- 1989년 오세아니아 오스트레일리아 시드니 이민 하여 시드니 연극배우 데뷔 시작
- 1992년 오세아니아 오스트레일리아 시드니 이민 하여 시드니 연극배우 마지막 데뷔 시작
- 2001년 ~ 2004년 	일본극단 '시키'(단원)
- 2017.4 	녹색소비자연대 홍보대사

## 출연 작품

### 뮤지컬
- 《심청》
- 《페임》
- 《올댓재즈》
- 《브로드웨이 42번가》
- 《명성황후》
- 《사랑은 비를 타고》
- 《라이온킹》
- 《미녀와 야수》
- 《맘마미아》
- 《아이 러브 유》
- 《김종욱 찾기》
- 《싱글즈》
- 《점점》

### TV방송
- 2005년 KBS《스타 골든벨》게스트(2005년 10월 30일 방송분 출연)
- 2006년 KBS《TV유치원 파니파니》샤랑(1대)
- 2011년,2012년 tvN《신동엽 김병만의 개구쟁이》(JTBC) - 게스트(2011년 12월 11일 ~ 2012년 5월 24일 방송분 출연)
- 2017년 tvN《현장토크쇼 TAXI》게스트(2017년 8월 31일 방송분 출연)
- 2020년,2021년 tvN 《식스센스》
- 2021년 SBS 《백종원의 골목식당》 - 게스트(2021년 1월 27일 방송분 출연)
- 2021년 tvN 《바퀴달린 집》시즌 2 5~6회
- 2021년 tvN 《바퀴달린 집》시즌 3 5회
- 2023년 SBS 《꼬리에 꼬리를 무는 그날 이야기》- 게스트(2023년 6월 22일 방송분 출연)
- 2023년 JTBC 《최강야구》 - 49회 (시구자)
- 2023년 티빙 《마녀사냥 2023》 - 5회
- 2023년 JTBC 《톡파원 25시》 - 78, 87회
- 2024년 tvN 《아파트 404》
- 2024년  KBS《신상출시 편스토랑》- 206회 이상엽편 영상 출연

### 웹예능
- 2023년  유튜브 《빨아삐리뽀2》 - 22회
- 2023년  유튜브 《핑계고》 - 28회, 33회
- 2024년  유튜브 《핑계고》 - 39회

### 드라마
- 2008년 SBS 금요드라마 《달콤한 나의 도시》 ... 장 선배 역
- 2009년 KBS2 주말연속극 《솔약국집 아들들》 ... 오은지의 선배 역
- 2010년 KBS2 일일연속극 《엄마도 예쁘다》 ... 오정희 역
- 2010년 MBC 월화드라마 《역전의 여왕》 ... 봉해금 역
- 2011년 SBS 아침 일일연속극 《미쓰 아줌마》 ... 김현숙 역
- 2012년 MBC 주말 특별기획 드라마 《신들의 만찬》 ... 오수진 역
- 2013년 SBS 월화 특별기획 드라마 《야왕》 ... 염 과장 역
- 2013년 MBC 주말연속극 《사랑해서 남주나》 ... 김지영 역
- 2013년 MBC 단막극 《드라마 페스티벌 - 햇빛 노인정의 기막힌 장례식 편》
- 2014년 KBS2 단막극 《KBS 드라마 스페셜 - 내가 결혼하는 이유 편》 ... 헤영 역
- 2014년 JTBC 월화 특별기획 드라마 《유나의 거리》 ... 박양순 역
- 2015년 SBS 드라마 스페셜 《하이드 지킬, 나》 ... 차진주 역
- 2015년 SBS 드라마 스페셜 《용팔이》 ... 중환자실 수간호사 역
- 2015년 SBS 드라마 스페셜 《리멤버 - 아들의 전쟁》 ... 채진경 역
- 2016년 SBS 2부작 금요드라마 《퍽》 ... 채무자 아내 역
- 2016년 SBS 드라마 스페셜 《돌아와요 아저씨》 ... 왕 비서 역
- 2016년 MBC 주말 특별기획 드라마 《옥중화》 ... 황교하 역
- 2017년 tvN 금토드라마 《시카고 타자기》 ... 강 비서 역
- 2017년 JTBC 금토드라마 《맨투맨》 ... 샤론 킴 역
- 2017년 KBS2 2부작 월화드라마 《개인주의자 지영씨》 ... 정수경 역
- 2017년 JTBC 금토드라마 《품위있는 그녀》 ... 안재희 역
- 2017년 KBS2 단막극 《KBS 드라마 스페셜 - 까까머리의 연애 편》 ... 재희 역
- 2017년 SBS 드라마 스페셜 《이판사판》 ... 윤 판사 역
- 2017년 tvN 단막극 《드라마 스테이지 - B주임과 러브레터 편》
- 2018년 tvN 수목드라마 《나의 아저씨》 ... 정희 역
- 2018년 JTBC 금토드라마 《SKY 캐슬》 ... 진진희 역
- 2019년 JTBC 월화드라마 《으라차차 와이키키 2》 ... 빚쟁이 부인 역
- 2019년 KBS2 수목드라마 《99억의 여자》 ... 윤희주 역
- 2020년 MBC 수목드라마 《십시일반》 ... 김지혜 역
- 2021년 SBS 월화드라마 《라켓소년단》 ... 라영자 역
- 2022년 tvN 토일드라마 《환혼》 ... 김연 역
- 2022년 tvN 월화드라마 《연예인 매니저로 살아남기》 ... 오나라 역
- 2022년 tvN 토일드라마 《환혼 빛과 그림자》 ... 김연 역
- 2024년 Netflix 오리지널 드라마 《하이라키》 ... 주신고등학교 후임 교장 역 (7회 특별출연)
- 2024년 SBS 금토드라마 《지옥에서 온 판사》 ... 유스티티아 역 (특별출연)
- 2025년 KBS2 수목드라마 《빌런의 나라》 ... 오나라 역
- 2025년 JTBC 금요드라마 《착한 사나이》 … 박석경 역
- 2025년 tvN 월화드라마 《첫, 사랑을 위하여》 ... 이여정 역
- 미정 드라마 《너 믿는다》 … 오지혜 역

### 영화
- 2010년 영화 《김종욱 찾기》 ... 효정 역 (특별출연)
- 2011년 영화 《세상에서 가장 아름다운 이별》 ... 방석집 마담 역 (특별출연)
- 2012년 영화 《바람과 함께 사라지다》 ... 헤정 역
- 2012년 영화 《간첩》 ... 은혜 역
- 2012년 영화 《댄싱퀸》 ... 라리 역
- 2013년 영화 《결혼전야》 ... 고선옥 역
- 2015년 영화 《워킹걸》 ... 수범 처 역
- 2017년 영화 《사랑하기 때문에》 ... 찬일 아내 역
- 2017년 영화 《여교사》 ... 레슨교사 역
- 2021년 영화 《장르만 로맨스》 ... 미애 역
- 2022년 영화 《압꾸정》 ... 오미정 역
- 2023년 영화 《멍뭉이》
- 2023년 영화 《카운트》 ... 조일선 역
- 2025년 영화 《점례는 나의 빛》 ... 찬숙 역

### CF
- 2001년 《현대해상》
- 2011년 《한국주택금융공사》 - u-보금자리론
- 2019년 《한국토요타》 - 캠리
- 2019년 《뉴트리》 - 에버콜라겐
- 2019년 《Hy》 - 잇츠온, 하이프레시
- 2019년 《서울시 50플러스》
- 2019년 《이베이코리아》 - 지마켓옥션
- 2019년 《아모레퍼시픽》 - 미쟝센 리본드 트리트먼트
- 2019년 《KB손해보험》 - 다이렉트
- 2019년 《오앤오인터내셔널》 - 엘러브
- 2019년 《청호나이스》 - 살균얼음정수기, 커피얼음정수기, 휘카페
- 2019년 《피트》 - 베라핏
- 2019년 《대웅제약》 - 임팩타민 (with 염정아)
- 2019년 《강화군청》 - 강화농특산물
- 2019년 《제이슨그룹》 - 할인중독
- 2020년 《유한킴벌리》 - 스카트
- 2020년 《삼양사》 - 메디앤서
- 2020년 《위덱》
- 2020년 《국민건강보험공단》 - 요양보호사
- 2021년 《동국제약》 - 인사돌플러스 (with 김승우, 최불암)
- 2022년 《순리본》- 리페어 라인
- 2022년 《남양유업》 - 위쎈
- 2022년 《신용보증재단중앙회》 - 공익광고
- 2022년 《한솔아이엠비》 - 덱스터 커튼&블라인드
- 2023년 《채선당》 - 채선당 자연한가득
- 2023년 《공익광고협의회》 - 생활안전

## 수상 및 후보
| 연도 | 시상식                       | 부문                         | 작품                   | 결과 |
| ---- | ---------------------------- | ---------------------------- | ---------------------- | ---- |
| 2006 | 대구 국제 뮤지컬페스티벌     | 여우신인상                   | 빈칸                   | 수상 |
| 2006 | 제12회 한국뮤지컬대상        | 여우주연상                   | 김종욱 찾기            | 수상 |
| 2007 | 제1회 더 뮤지컬 어워즈       | 여자인기상                   | 빈칸                   | 수상 |
| 2007 | 제13회 한국뮤지컬대상        | 인기스타상                   | 빈칸                   | 수상 |
| 2017 | 제25회 대한민국문화연예대상  | 영화부문 여자 우수연기상     | 사랑하기 때문에        | 수상 |
| 2019 | 제55회 백상예술대상          | TV부문 여자 조연상           | 나의 아저씨            | 후보 |
| 2019 | 제14회 숨피 어워즈           | 최우수조연상 여자부문        | 나의 아저씨            | 후보 |
| 2019 | 제14회 아시아 모델 어워즈    | 패셔니스타상                 | 빈칸                   | 수상 |
| 2019 | 브랜드 고객충성도 대상       | 여자배우 부문                | 빈칸                   | 수상 |
| 2021 | 제29회 대한민국 문화연예대상 | 드라마부문 여자 최우수연기상 | 라켓소년단             | 수상 |
| 2021 | SBS 연기대상                 | 베스트 캐릭터상              | 라켓소년단             | 수상 |
| 2022 | 제58회 백상예술대상          | 영화부문 여자 조연상         | 장르만 로맨스          | 후보 |
| 2022 | 제27회 춘사국제영화제        | 여우조연상                   | 장르만 로맨스          | 수상 |
| 2022 | 제43회 청룡영화상            | 여우조연상                   | 장르만 로맨스          | 수상 |
| 2022 | 제58회 대종상                | 여자배우부문 피플스 어워드상 | 장르만 로맨스          | 수상 |
| 2022 | 제58회 대종상                | 여우조연상                   | 장르만 로맨스          | 후보 |
| 2023 | 신스틸러 페스티벌 in 문경    | 본상                         | 환혼, 환혼 빛과 그림자 | 수상 |